# Жельови камъни
Светилището Жельови камъни се намира на 100 м от южните покрайнини на с. Оризари, община Твърдица, област Сливен и е разположено във високата част на каменисто възвишение.

## Описание
На място се наблюдават изсечени в скалите соларни кръгове, заравнена площадка (вероятно ползвана за ритуални цели), шарапана и „коридор“, с ориентация североизток-югозапад. Предполага се, че на това място е функционирало в древността светилище посветено на Слънцебога.
Регионът, в който е разположен култовият обект е населяван още от Халколита – на българската археологическа наука е известно поселище от тази епоха, като следи от него са открити в долните културни пластове на селищна могила „Кицова“, разположена при сливането на р. Твърдишка и р. Козаревска, в най-южната част на рида Лагун. Сред намерените артефакти са оръдия на труда и части от керамични фрагменти, които се отнасят към периода от VII хил. пр. Хр. до края на Бронзовата епоха (II хил. пр. Хр.)
По-късните обитатели на региона са тракийските племена, като на самата могила и северно от нея, върху южната част на рида Лагуна, са разкрити следи и от тракийско заселване от І хил. пр. Хр. Доказателство за това са откритите в надгробна могила артефакти от погребение на тракийски аристократ от IV-III век пр. Хр. За високия социален статус на знатния тракиец свидетелстват находки като сребърен нагръдник, железен меч – махайра, и железни върхове на копия.

## Свързаност
Изсечените каменни кръгове и дискове са сред недостатъчно проучените елементи от скални светилища на територията на България. Концентрацията им е най-голяма на територията на Община Елхово – в Слънчевото светилище Палеокастро, в местността Арнаутската чешма при с. Срем и в м. „Мочулови камъни“, при с. Мелница. Не липсват подобни самотни аналози и в други части на страната: край гр. Трън – в скалния параклис „Света Петка“ (т.нар. „каменна питка“), в землището на с. Берайнци – в м. „Мала Гарваница“ (каменният диск е издълбан в подножието на скалния масив); в м. Чуряк на Брезнишко бърдо, на територията на Източните Родопи, изсечени скални дискове се наблюдават в землищата на с. Татул и с. Равен; каменни кръгове са открити и край скалните манастири при с. Тюленово; светилище Сечен камък (край гр. Плачковци, Община Габрово); край гр. Разлог и в северните части на Средна гора на връх Елдермен (в района на с. Старосел), край с. Бузовград и на светилище Камъка край Малко Търново.
Научните хипотези относно предназначението на каменните дискове и кръгове са разнопосочни, единственият неоспорим факт на този етап от археологическите проучвания, че има конкретни доказателства за култова дейност извършвана край тези каменни съоръжения.
Слънчевото светилище при с. Мелница е сред светилищата в България с издълбани слънчевни кръгове на върха на скала – някои траколози и археоастрономи изказват предположението, че съществува възможността на всички светилища, използвани от древните траки, където се наблюдават изсечени в скалите дискове и кръгове, да е жертвопринасяно на „Звездата куче“ – Сириус.